# Ágios Dimítrios (Chypre)
Pour les articles homonymes, voir Ágios Dimítrios (homonymie).
Ágios Dimítrios (grec moderne : Άγιος Δημήτριος) est un village de Chypre qui compte 39 habitants en 2021.